# Mand, slap dog af
|  | Denne artikel er oprettet af botten PalnaBot ud fra en ekstern database. Den kan derfor have sproglige fejl eller mangler. Denne skabelon kan fjernes efter kontrol af indholdet. |

Mand, slap dog af er en kortfilm fra 1992 instrueret af Irene G. Scholten efter manuskript af Irene G. Scholten.

## Handling
En lille bemærkning til dig, der har lidt for meget om ørerne. Kan du styre dit eget stress eller styrer stresset dig?